# گریز از مرگ
گریز از مرگ فیلمی به کارگردانی قدرت‌الله صلح‌میرزایی و نویسندگی صلح‌میرزایی و بابک کاظمی محصول سال ۱۳۷۴ است.

## خلاصه داستان
شاهین، پسر مرد ثروتمندی به نام صفاری که مبتلا به سرطان است، با شیرین، دختر جباری که او نیز وضع مالی خوبی دارد و در چند معامله با صفاری شریک بوده، ازدواج می‌کند…

## بازیگران
- محمود دینی
- منوچهر حامدی
- نرسی کرکیا
- فیروز
- بهزاد رحیم خانی
- شهره فرشی
- محمدتقی شریفی نوری
- مهوش وقاری
- محمد ذکریا
- حسین خورزوقی
- علیرضا آشوری